# I malamondo
I malamondo è un film documentario del 1964, diretto da Paolo Cavara. In origine era intitolato La giovane Europa.

## Trama
Un documentario sui giovani europei nell'epoca del boom economico, e sui loro diversi modi di vita. Dagli happening ai combattimenti stile gioventù bruciata, dalle mode esistenzialistiche ai ritrovi nei cimiteri.